# Johann Christian Müller (Musiker)
Johann Christian Müller (* 18. Januar 1749 in Niedersohland; † 4. November 1796 in Leipzig) war ein deutscher Violinist, Cembalist, Fortepianist und Komponist.

## Leben und Wirken
Müllers Vater war der Gärtner Christian Müller in Niedersohland. Er erhielt seine schulische Bildung in Budissin, Zittau und Lauban. 1769 wurde er als Präfekt nach Lauban berufen, um den dortigen Chor besser einzurichten. Während dieser Zeit wirkte Müller einflussreich auf die Musikkultur in der „Sechsstadt“ und entschied sich schließlich ganz für die Musik. 1778 übersiedelte er nach Leipzig, wo er im Breitkopfschen Haus Aufnahme fand und am 20. Oktober 1779 an der Universität ein Studium aufnahm. In dieser Zeit nahm ihn Johann Adam Hiller als Violinisten in sein Orchester auf. Ab 1781 war Müller als Erster Geiger und Flügelspieler des Orchesters im Großen Concert und Theater nachweislich. Außerdem komponierte er Melodien für die Franklinsche Glasharmonika. Müller war Mitbegründer und Fiskal des Orchester-Pensionsfonds. Der Gewandhausmusiker verstarb am 4. November 1796.

## Werke
Müller veröffentlichte 1788 bei Siegfried Leberecht Crusius in Leipzig eine „Anleitung zum Selbstunterricht auf der Harmonika“. Des Weiteren vertonte er Friedrich Schillers „Ode an die Freude“ und 1790 Ludwig von Wildungens Jägerlieder.
Möglicherweise ist er mit dem „J. C. Müller“ identisch, der 1776 in Amsterdam „6 Trios für Flöte, Violin und Baß“ stechen ließ.